# Will Cook
Pour les articles homonymes, voir Cook.
Will Cook, né en 1921 et mort en juillet 1964, est un écrivain américain, auteur de roman western et de roman policier. Il utilise plusieurs pseudonymes Frank Peace, James Keene, Wade Everett.

## Biographie
Il amorce sa carrière en publiant près de 30 nouvelles westerns en 1953 dans divers pulps. Il devient romancier dès l'année suivante avec Frontier Feud. Auteur de nombreux romans westerns, dont quelques-uns sont à résonance policière, une partie de son œuvre est écrite avec Ida Cook sous la signature de James Keene (en) ou avec Giles A. Lutz (en) sous la signature Wade Everett.
Le Tueur à badge (Killer) publié en 1962 est selon Claude Mesplède un « excellent western (qui) se situe dans une période où les jugements expéditifs commencent à laisser la place à une justice où les droits de l'accusé sont en voie d'élaboration. Tout l'intérêt du récit, construit comme un véritable polar, réside dans cette recherche de preuves suffisantes, et aussi dans le fait qu'on ignore jusqu'à l'avant-dernière page l’identité réelle du tueur. Une totale réussite ».

## Œuvre

### Romans signés Will Cook

#### Saga of Texas
1. Until Day Breaks (1999)
2. Until Shadows Fall (2000)
3. Until Darkness Disappears (2001)

#### Autres romans
- Frontier Feud (1954)
- Prairie Guns (1954)
- Fury at Painted Rock (1955)
- Sabrina Kane (1955)
- Trumpets to the West 1956)
- Apache Ambush (1958)
- Badman's Holiday (1958)
- Elizabeth, by Name (autre titre The Crossing) (1958)
- Guns of North Texas (1958)
- The Wind River Kid (1958)
  - Le Shérif hors-la-loi, Le Masque western no 7 (1967)
- Comanche Captives (1959)
- The Outcasts (1959)
- Killer behind a Badge (1960)
- Outcast of Cripple Creek (1960)
  - Pickering, Le Masque western no 22 (1968)
- The Wranglers (1960)
- The Peacemakers (1961)
- Two Rode Together (1961)
  - Le Marché des damnés, collection Galop no 23, Dupuis (1967)
- The Breakthrough  (1963)
- The Tough Texan (1963)
- Last Command (1964)
- Ambush at Antlers Spring (1967)
- The Apache fighter (1967)
- The Drifter (1969)
- The Rain Tree (1996)
- The Last Scout (1997)
- The Devil's Roundup (2002)

### Romans signés Frank Peace
- Easy Money (1955)
- The Brass Brigade (1956)
- Bandit's Trail (1974)
  - Les Pistoleros, Le Masque western no 137 (1975)

### Romans signés Wade Everett
- First Command  (1959)
- Fort Starke  (1959)
- Last Scout (1960)
- Big Man, Big Mountain (1961)
- Killer (1962)
  - Le Tueur à badge, Série noire no 1243 (1968)
- The Big Drive (1962)
- Shotgun Marshal (1964)
- Texas Ranger (1964)
- Top Hand 1964)
- Bullets for the Doctor (1965)
  - Ne tirez pas sur le toubib, Librairie des Champs-Élysées, Le Masque. Spécial western no 207, (1979)
- Cavalry Recruit (1965)
- Texas Yankee (1966)
- The Warrior  (1967)
- Vengeance (1967)
- The Whiskey Traders (1968)
- Temporary Duty (1969)
- Wind River Kid (1974)
- Lone Hand from Texas (1992)
- Bullet Range (1993)
- The Fighting Texan (1993)

### Romans signés James Keene
- The Texas Pistol (1955)
- The Brass and the Blue (1956)
- Justice, My Brother! (1957)
  - Que justice soit faite !, collection Galop no 18, Dupuis (1967)
- Seven for Vengeance (1958)
  - Inutile randonnée, Le Masque western no 31 (1969)
- McCracken in Command (1959)
- The Posse from Gunlock (1959)
- Gunman's Harvest (1960)
- Iron Man, Iron Horse (1960)
- Sixgun Wild (1960)
- Gunnison's Empire (1963)
- Broken Gun (1964)
- The Horse Trader (1964)

### Romans signés James Keenan
- Run, Man, Run (1975)

### Nouvelles signées Will Cook
- Bullets Build a Boomtown (1953)
- Gunsmoke Market (1953)
- Half-Past Killing Time (1953)
- Strangers Die Sudden! (1953)
- The Barb Wire War (1953)
- Girl for a Fighting Man (1953)
- A Dime’s Worth of Rope (1953)
- Sixty Miles to Laramie (1953)
- Stranger in Town (1953)
- Dead Man’s Hand (1953)
- The Devil’s Daughter (1953)
- Draw or Die Lawman (1953)
- Gunman’s Brand (1953)
- The Nesters Ride Tonight! (1953)
- Deadlier Than the Male (1953)
- Hunt the Man Down! (1953)
- One Man’s Rope (1953)
- Gun Sudden (1953)
- Boothill for One (1953)
- Drive the Rails Through! (1953)
- The Sheriff’s Lady (1953)
- Three for the Sixgun Stage (1953)
- Blood of the Gunborn (1953)
- Born to Hang (1953)
- Bullet Quick (1953)
- Lawmen Die Sudden! (1953)
- No Quarter! (1953)
- Blood Sky (1953)
- Wildcat on the Prod! (1953)
- Hang the Man High! (1954)
- Ride Clear of Texas Guns! (1954)
- The Big Kill (1954)
- The Failure (1954)
- The Devil’s Double (1954)
- Rustler’s Woman (1954)
- Boom Town Guns (1954)
- Death Is My Business (1954)
- A Gun for Satan’s Range (1954)
- The Devil’s Drifter (1954)
- The Gunborn Kid (1954)
- Fury at Painted Rock (1954)
- Gun Job (1954)
- Lesson in Lead (1954)
- The Fighting Texan (1955)
- Letter of the Law (1955)
- The Wild Land (1955)
- The Fight at Renegade Basin (1957)
- Tough Man (1957)
- Gunmen Die Sudden (1957)
- Renegade Wipe-out (1957)
- Powder Keg (1960)
- A Gunman Came to Town (1960)

## Filmographie

### Au cinéma
- 1956 : Quincannon, Frontier Scout, film américain réalisé par Lesley Selander, adaptation du roman Frontier Feud, avec Tony Martin et Peggie Castle
- 1961 : Les Deux Cavaliers (Two Rode Together), film américain réalisée par John Ford, adaptation du roman Comanche Captives, avec James Stewart, Richard Widmark et Shirley Jones
- 1965 : Les Forcenés (Gli uomini dal passo pesante), franco-italien réalisée par Albert Band et Mario Sequi, adaptation du roman Guns of North Texas, avec Gordon Scott et Joseph Cotten

### À la télévision
- 1958 : Jebediah Bonner, épisode 1, saison 2, de la série télévisée The Restless Gun (en) réalisé par Edward Ludwig, avec John Payne
- 1958 : The Scaffold, épisode 2, saison 3, de la série télévisée Zane Grey Theater (de) réalisé par Robert Florey, avec Dick Powell
- 1959 : Backfire, épisode 15, saison 1, de la série télévisée Bronco (en), réalisée par Lee Sholem, adaptation d’un roman, avec Ty Hardin
- 1960 : Outcast of Cripple Creek, épisode 11 saison 4, de la série télévisée Cheyenne, réalisée par Arthur Lubin, adaptation du roman éponyme, avec Clint Walker

## Sources
- Claude Mesplède, Les Années "Série noire" : bibliographie critique d'une collection policière, vol. 3 : 1966-1972, Amiens, Editions Encrage, coll. « Travaux / 22 », 1994, 4 p. (ISBN 978-2-906389-53-3), p. 142-143.
- Claude Mesplède et Jean-Jacques Schleret, SN, voyage au bout de la Noire : inventaire de 732 auteurs et de leurs œuvres publiés en séries Noire et Blème : suivi d'une filmographie complète, Paris, Futuropolis, 1982 (OCLC 11972030), p. 128